# Podmornice razreda Antej
Razred Antej (rusko Проект 949А Антей, Projekt 949A Antej – Antej) je razred jedrskih podmornic z manevrirnimi raketami Sovjetske in Ruske vojne mornarice. Skupaj z mornariškimi bombniki Tupoljev Tu-22M so glavno sredstvo Ruske vojne mornarice za boj proti letalonosilkam in so si zaradi zelo težke oborožitve prislužili vzdevek »ubijalci letalonosilk« (rusko Убийца авианосцев).

## Zgodovina
Odločitev za razvoj jurišne jedrske podmornice s protiladijskimi izstrelki nove generacije je bila sprejeta leta 1969 in konstruiranje je prevzel Osrednji biro za konstruiranje morske tehnike Rubin, glavni konstruktor pa je postal Igor Leonidovič Baranov. Pripravljen je bil Projekt 949 Granit, v okviru katerega sta bili izdelani dve podmornici in izboljšan Projekt 949A Antej, v okviru katerega je bilo izdelanih 11 podmornic. Izboljšave se nanašajo na manjšo hrupnost, izboljšano elektronsko opremo in sedemlistni propeler namesto štirilistnega. Glavna oborožitev razreda je 24 protiladijskih izstrelkov P-700 Granit. Podmornica Belgorod je bila grajena po dodatno izboljšanem dizajnu Projekt 949AM, vendar je bila pozneje predelana in dokončana leta 2019 po dizajnu Projekt 09852 ter postala nosilka novorazvitega orožja, šestih strateških torpedov na jedrski pogon 2M-39 Pozejdon. S 184 m dolžine je Belgorod postal najdaljša podmornica na svetu. Zadnje podmornice v seriji so bile grajene po dizajnu Projekt 949U Atlant z izboljšanim orožjem in elektronsko opremo, vendar ni bila nobena dokončana.
Leta 1999 sta bili med Natovim bombardiranjem Jugoslavije v Sredozemsko morje nameščeni dve podmornici razreda Antej – Kursk s Severne in Tomsk s Tihooceanske flote, ki sta sledili plovilom ameriške 6. flote. Samo v iskanje podmornice Tomsk naj bi bilo vključeno 21 % vseh plovil in 97 % mornariškega letalstva 3. flote Ameriške vojne mornarice. Komandir podmornice Kursk kapitan 1. stopnje Genadij LjačinA je za odpravo med 3. avgustom in 19. oktobrom 1999 prejel naziv Heroj Ruske federacije, 72 članov posadke pa druge nagrade. Na krovu podmornice Tomsk pod poveljstvom kapitana 1. stopnje Vladimirja Dmitrijeva, je bil tudi komandir divizije podmornic kontraadmiral Nikolaj Kovaljevski.
Ruska vojna mornarica je po letu 2010 začela načrtovati množično modernizacijo podmornic razreda Antej na raven Projekt 949AM, v okviru katere bi glavna oborožitev razreda postalo 48 raket 3M-54 Kalibr, P-800 Oniks in 3M-22 Cirkon. V sklopu ambiciozne modernizacije bi podmornice prejele sodobno elektronsko opremo, kot sta bojni informacijski sistem Omnibus-M in navigacijski sistem Simfonija-3.2. Z modernizacijo bi bila življenjska doba podmornic podaljšana za 20 let, strošek pa bi znašal okrog 12 mrd RUB (182 mio USD). Prvi dve podmornici Tihooceanske flote, namenjeni modernizaciji, Irkutsk in Čeljabinsk, sta bili dostavljeni v vladivostoško ladjedelnico Zvezda v letih 2013 in 2014. Irkutsk je začel postopek modernizacije leta 2013, Čeljabinsk pa šele 2022.B
Leta 2020 je bil Omsk nameščen v Beringovo morje v neposredno bližino obale ZDA na Aljaski, kjer je plul na površini in v vajah izstrelil izstrelek Granit. Na tem območju so ruske mornariške vaje potekale prvič po hladni vojni.

## Enote
| Ime         | Projekt | Gredelj položen   | Splavljena        | Predana            | Flota              | Stanje                                  |
| ----------- | ------- | ----------------- | ----------------- | ------------------ | ------------------ | --------------------------------------- |
| Arhangelsk  | 949     | 25. julij 1975    | 3. maj 1980       | 30. december 1980  | Severna flota      | Upokojena 1996                          |
| Murmansk    | 949     | 22. april 1979    | 10. december 1982 | 30. november 1983  | Severna flota      | Upokojena 1996                          |
| Krasnodar   | 949A    | 22. julij 1982    | 3. marec 1985     | 30. september 1986 | Severna flota      | Upokojena                               |
| Krasnojarsk | 949A    | 4. avgust 1983    | 27. marec 1986    | 31. december 1986  | Tihooceanska flota | Upokojena                               |
| Irkutsk     | 949A    | 8. maj 1985       | 27. december 1987 | 30. december 1988  | Tihooceanska flota | Preizkušanje po modernizaciji 2013–2025 |
| Voronež     | 949A    | 25. februar 1986  | 16. december 1988 | 29. december 1989  | Severna flota      | Upokojena 2020                          |
| Smolensk    | 949A    | 9. december 1986  | 20. januar 1990   | 22. december 1990  | Severna flota      | Aktivna po remontih 2013 in 2022        |
| Čeljabinsk  | 949A    | 21. maj 1987      | 18. junij 1990    | 28. december 1990  | Tihooceanska flota | Na modernizaciji                        |
| Tver        | 949A    | 9. februar 1988   | 28. junij 1991    | 18. avgust 1992    | Tihooceanska flota | Neaktivna                               |
| Orjol       | 949A    | 19. januar 1989   | 22. maj 1992      | 30. december 1992  | Severna flota      | Aktivna po remontu 2017                 |
| Omsk        | 949A    | 13. julij 1989    | 10. maj 1993      | 15. december 1993  | Tihooceanska flota | Aktivna po remontu 2015–2019            |
| Tomsk       | 949A    | 27. avgust 1991   | 20. julij 1996    | 30. december 1996  | Tihooceanska flota | Aktivna po remontu 2019–2022            |
| Kursk       | 949A    | 22. marec 1992    | 16. maj 1994      | 30. december 1994  | Severna flota      | Izgubljena 12. avgusta 2000             |
| Belgorod    | 09852   | 24. julij 1992    | 23. april 2019    | 8. julij 2022      | Tihooceanska flota | Aktivna                                 |
| Volgograd   | 949A    | 2. september 1993 |                   |                    |                    | Nedokončana, razrezana                  |
| Barnaul     | 949A    | april 1994        |                   |                    |                    | Nedokončana, razrezana                  |